# Ươi

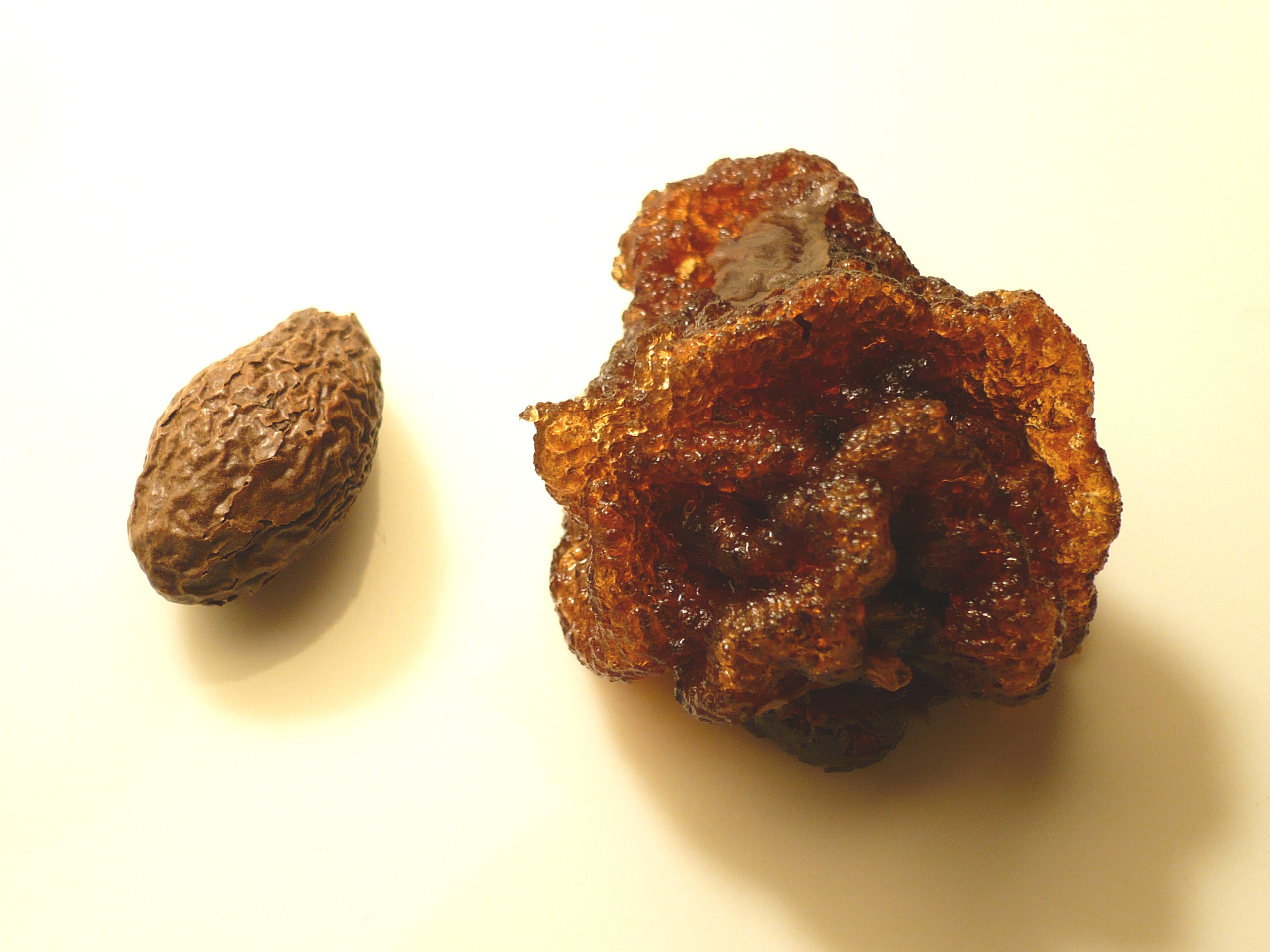
Quả lười ươi khô và sau khi ngâm nước cho nở ra

Cây Ươi (tên gọi khác: đười ươi, lười ươi, an nam tử, cây thạch, ươi bay, bàng đại hải, lù noi, sam rang, som vang, đại đông quả) có danh pháp khoa học: Scaphium macropodum (các danh pháp đồng nghĩa khác: Sterculia lychnophora, Caryophyllum macropodum, Scaphium lychnophorum, Firmiana lychnophora). Loài này thuộc chi Ươi, họ phụ Trôm của họ Cẩm Quỳ. Hạt của nó (hạt lười ươi) được sử dụng trong y học cổ truyền có tác dụng thanh nhiệt và cũng có thể dùng để trị chứng rối loại tiêu hóa hoặc làm mát cổ họng. Nó được thu thập là loại sản phẩm chính ngoài gỗ ở Lào, và có giá trị xuất khẩu sau cây cà phê ở nước này.

## Miêu tả
Cây thân gỗ cao 25–30 m. Hạt khô có kích thước bằng đầu ngón tay người lớn, có màu đen và vỏ nhăn nheo.

## Lười ươi trong văn tịch Việt Nam
Trịnh Hoài Đức trong cuốn Gia Định Thành thông chí ghi là:
| “ | Quả đại hữu (sản ở Ký Sơn trấn Biên Hòa, tục gọi là quả lười ươi), giống như quả trám, người miền núi phơi khô để bán. Khi ăn ngâm vào nước, nở phồng to lên, thịt của một quả có thể đầy chén, bỏ xơ màng đi, cho đường vào mà ăn, tính rất hàn, nên ăn vào mùa hạ để giải nhiệt | ” |